# 부란 우주왕복선
부란(러시아어:  Буран)은 소련의 부란 계획에 의해 유일하게 완성된 운용 가능한 우주왕복선이다. 1993년에 왕복선 계획이 취소되기까지 1988년 한 차례 무인비행하였을 뿐이며, 2002년 격납고가 무너지면서 파괴되었다. '부란'은 러시아어로 '눈보라'라는 뜻이다.
소련판 우주 왕복선이라고 불리는 일이 많았지만, 이 말은 반드시 정확하지는 않다. 첫 비행은 미국의 우주왕복선보다 상당히 늦었지만, 소련은 그 이전부터 우주왕복선을 닮은 형상을 한 유인 우주 왕복선 구상을 가지고 있었다.
이 구상의 모형의 형태는 우주왕복선과 비슷했다. 부란의 첫비행 시에, "미국 우주왕복선의 복사판이다"라는 비판에 대한 "이상적인 형태를 추구한 결과이다", "현재 기술 수준에서는 어떤 나라가 설계해도 미국 우주왕복선과 똑같은 모양으로밖에 설계할 수 없다"라는 반론들은 사실상 맞는 말이라고 할 수 있다.
원래 우주왕복선의 구상은, 미국의 발상도 아니고, 소련의 발상도 아니라, 독일의 오이겐 젱거 박사가 생각해 낸 것이었는데, 2차 대전 중에는 극비 사항이었던 젱거 박사의 계획서를 독일 점령 후 각 나라에 가지고 돌아갔던 것이 시초이며, 따라서 우주왕복선의 발상은 미국도 소련도 아닌 나치 독일의 발상이라고 말할 수도 있다.
TsAGI나 각 설계국, 소련 공군 등의 연구 기관에 의해 소형 무인 우주왕복선 'BOR'(볼)이나, 1인승 우주왕복선 MiG-105 스피랄(Спираль) 등이 제작되어 각종 시험이 실행되었다.

### 미 우주왕복선과의 차이점

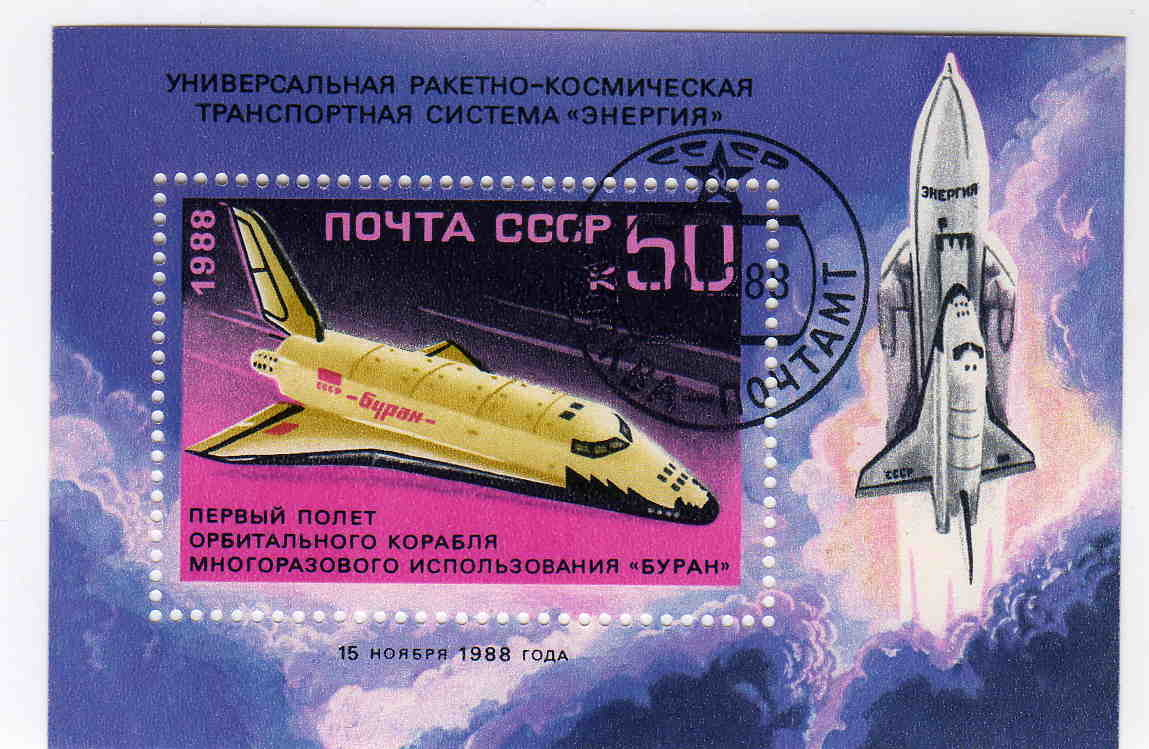
부란의 첫비행을 기념하는 우표

궤도선의 형상은 미국 우주왕복선과 비슷하지만, 우주왕복선과 부란의 발사 시스템에는 현저한 차이가 있다.
우주왕복선은, 최종적으로 지구 주회 궤도에 오르는 궤도선 자체가 액체 연료 로켓 엔진(SSME)을 갖추고 있고, 이 엔진의 연료는 궤도선의 하부에 달려 있는 주황색의 외부 연료 탱크로부터 공급된다. SSME는 3기가 있지만, 이것으로는 발사 시의 추진력이 부족해 2기의 고체 로켓 부스터를 외부 연료 탱크의 양쪽에 장착한다.
한편 부란은, 궤도선 자체는 큰 엔진을 갖추지 않았다. 동시에 개발된 대형 로켓 에네르기아가 궤도선을 궤도까지 올려 주고, 그 동안에는 궤도선은 스스로 추진력을 발생시키지 않고, 에네르기아와 연결되어 있다. 후에 착륙할 때 사용하는 것은 메인 엔진이 아니고, 소유스 우주선이나 아폴로 우주선에도 있던 역분사 로켓이며, 큰 추력은 내지 못한다.
이 방식에서는, 대형 로켓 엔진(우주왕복선의 메인 엔진에 해당한다)을 장비하지 않을 뿐, 로켓 엔진의 중량과 연료 탱크가 없어지므로 발사가 훨씬 편리하고, 착륙 시에 속도를 감속할 수 있으므로 적재량이 많아지는 일 외에는 우주왕복선보다 안전하게 대기권 재돌입을 할 수 있다.

## 계획의 이후
부란은 1988년 11월 15일 오전 3시(UTC)에 바이코누르 우주 기지에서 발사되어 206분 간에 걸쳐 무인으로 지구 궤도를 주회하고, 발사 장소인 바이코누르 우주 기지의 활주로에 자동 착륙을 성공시켰다.
본래 계획은, 1992년에 유인 비행을 실시하는 것이었지만, 1991년의 소련 붕괴와 함께 이 계획은 취소되었고, 1호기 부란은 2002년 5월 12일, 격납고 지붕이 무너짐으로 인해 같이 격납고 안에 있던 에네르기아와 함께 파괴되어 현존하지 않는다. 또, 2호기 프티치카, 3호기 바이칼 등 부란의 파생형 모델들도 개발·제작 도중에 있었지만, 이것들도 모두 중지되었다.
실험 모델이나 시험기 중의 하나는, 오스트레일리아의 박물관에서 보관·전시되고 있다. 또 부란의 시험기인 Buran OK-GLI가 2002년에 바레인에 넘겨진 후 당분간 방치되어 있었지만, 2004년에 바레인에서 독일의 슈파이어에 있는 슈파이어 기술 박물관(독일어: Technik Museum Speyer으로 넘겨지는 것이 결정되어, 2008년 3월 6일부터 동년 4월 12일에 걸쳐 배로 수송되었다.
부란은, 안토노프 설계국이 설계·제작한 '안토노프 An-225 므리야'라는 세계 최대의 항공기가 전용기로서 수송 임무에 임했다.
또, 한때는 방치 상태였던 An-225가 현역에 복귀할 때 부란을 상용 위성 발사용으로서 복귀시킬 계획도 있었다. 실제로는 실현되지 않았지만, 러시아 정부는 프로톤 로켓의 적재중량을 넘는 위성 발사 신청이 향후 증가했을 경우에 대비해 부란을 현역으로 복귀시킬 계획을 가지고 있었다.
2005년 아이치 엑스포 러시아관에서 '클리퍼'라는 유인 우주선의 모형이 출품되어 러시아가 아직 우주왕복선 계획을 단념하지는 않았다고 생각할 수도 있다. 다만 이 전시의 의도로서 유인 우주 왕복선 계획을 가지고 있던 ESA나 JAXA의 흥미를 유도해, 자국의 계획으로 끌어들이려는 의도라고 분석되었지만, 한편으로 러시아는 소유스 우주선 같이 일회용의 신형기 개발도 진행하고 있어, 일본과 유럽을 개발에 참가시키기 위한 수단이었다고 보는 견해도 있다.

## 같이 보기
- 에네르기아
- 우주왕복선
- 안토노프 An-225